# 와다 슈
와다 슈(和田周, 1938년 8월 6일 ~ 2020년 4월 23일)는 일본의 배우이다.
도쿄에서 태어났다. 아버지 오쓰보 스나오(본명: 와다 로쿠로 和田六郎)는 추리소설 작가였고, 할아버지 와다 쓰나시로는 학자이자 귀족원 의원이었다.
부모의 별거 후 어머니를 따라 어머니의 고향인 가나가와현에서 중·고등학교를 졸업하고 도쿄로 상경하여 배우 활동을 시작했다.
성우 세바타 나쓰코와 결혼하였다. 아들 우로부치 겐은 극작가이다.
2020년 4월 23일 코로나19로 사망하였다.